# Liste de peintures d'Édouard Detaille

## Liste des tableaux d'Édouard Detaille
Certaines œuvres sont datées par leur date d'exposition au Salon de Peinture et de Sculpture, abrégé dans le langage courant par « Salon », qui devient en 1880 le Salon des Artistes Français. Le Salon dit « de Mulhouse » est quant à lui organisé par la Société des Arts de Mulhouse liée à la Société industrielle de Mulhouse.
| Date                                                            | Titre(s) | Type                              | Hauteur (cm) | Largeur (cm) | Lieu de conservation                                                                                        |
| --------------------------------------------------------------- | --- | --------------------------------- | ------------ | ------------ | --- |
| 1867 (Exposé au Salon de)                                       | Un coin de l'atelier de M. Meissonier |                                   |              |              | |
| 1867                                                            | Cuirassiers de la Garde ferrant leurs chevaux sur la route d'Antibes |                                   |              |              | |
| 1868 (Exposé au Salon de)                                       | La halte des tambours ou La halte |                                   |              |              | Musée Napoléon au Château d'Arenenberg                                                                      |
| 1869 (Exposé au Salon de)                                       | Repos pendant la manœuvre; camp de Saint-Maur en 1868 |                                   |              |              | Philadelphia Museum of Art                                                                                  |
| 1869                                                            | Une rue à Londres | aquarelle                         |              |              | Paris, Musée du Louvre                                                                                      |
| 1869                                                            | Les Incroyables au Jardin du Luxembourg | huile sur toile                   | 25,4         | 20,3         | Collection privée                                                                                           |
| 1870 (Exposé au Salon de)                                       | Engagement ou Combat entre les Cosaques et les gardes d'honneur, 1814 | huile sur toile                   | 101          | 82           | Ancienne collection du Metropolitan Museum of Art (New York)                                                |
| 1870                                                            | Moulin de Longchamp |                                   |              |              | |
| 1870                                                            | Un Coup de Mitrailleuse |                                   |              |              | Collection privée                                                                                           |
| 1870 (Postérieur à)                                             | La Barricade de Villejuif ou Combat à Villejuif. Siège de Paris, 19 septembre 1870                                                                                                |                                   |              |              | Paris, Musée d'Orsay.                                                                                       |
| 1870                                                            | Tirailleurs saxons morts |                                   |              |              | |
| 1871 (Vers)                                                     | Surprise au petit jour, siège de Paris ou Surprise près d'un pont, au petit jour. Épisode du Siège de Paris                                                                       | huile sur toile                   | 80           | 130          | Château de Versailles                                                                                       |
| 1871                                                            | Le champ de bataille de Champigny, 2 décembre 1870; artilleurs et frères de la Doctrine Chrétienne partant relever les blessés                                                    |                                   |              |              | |
| 1871                                                            | Les Vainqueurs |                                   |              |              | Photographie de l’œuvre présente à Paris, Musée de l'Armée                                                  |
| 1872                                                            | Un convoi allemand |                                   |              |              | |
| 1872                                                            | Colonne d'infanterie allant tenter un coup de main |                                   |              |              | |
| 1873                                                            | Attaque d'un convoi |                                   |              |              | |
| 1873 (Exposé au Salon de)                                       | En retraite | huile sur toile                   | 124,5        | 160          | John and Mable Ringling Museum of Art sous le titre de French Artillery, Sarasota (Floride).                |
| 1874 (Exposé au Salon de)                                       | La charge du 9e régiment de cuirassiers dans le village de Morsbronn, journée de Reichshoffen, 6 août 1870                                                                        |                                   |              |              | Reims, Musée Saint-Rémi                                                                                     |
| 1874                                                            | Attaque du Château de Ladonchamps |                                   |              |              | |
| 1875 (Vers)                                                     | Episode du siège de Paris : combat d'artillerie dans un bois pendant l'hiver | huile sur toile                   | 110,5        | 88           | Château de Versailles                                                                                       |
| 1875 (Exposé au Salon de)                                       | Le régiment qui passe; Paris, décembre, 1874 | huile sur toile                   | 152          | 127          | Collection privée.                                                                                          |
| 1876 (Exposé au Salon de)                                       | En reconnaissance |                                   |              |              | Estampe disponible au Musée Carnavalet à Paris                                                              |
| 1876                                                            | La barbe au camp ou Le barbier du camp | huile sur toile                   | 35,5         | 27,5         | Baltimore, Walters Art Museum                                                                               |
| 1877 (Exposé au Salon de)                                       | Salut aux blessés ! | huile sur toile                   | 81           | 131,5        | Musée d'art de São Paulo                                                                                    |
| 1878 (Exposé au Salon de)                                       | Bonaparte en Égypte |                                   |              |              | Une version en photogravure est disponible à la Bibliothèque du Congrès américain                           |
| 1878 (Exposé au Salon de)                                       | Le retour de la manœuvre, souvenir de Saint-Germain-En-Laye |                                   |              |              | |
| 1878 (Exposé au Salon de)                                       | L'inauguration du nouvel Opéra : arrivée du cortège du lord-maire | aquarelle                         | 66,5         | 50,7         | Château de Versailles                                                                                       |
| 1878                                                            | Les otages ou Les otages, souvenir de la campagne 1870-71 | huile sur toile, esquisse         | 81,5         | 130          | Paris, Musée d'Orsay                                                                                        |
| 1879 (Exposé au Salon de)                                       | La Défense de Champigny-sur-Marne ou Champigny, décembre 1870 | huile sur toile                   | 121,9        | 215,3        | Metropolitan Museum of Art, New York                                                                        |
| 1879                                                            | Souvenir des grandes manœuvres | huile sur toile                   |              |              | localisation inconnue                                                                                       |
| 1880 (Vers)                                                     | Télégraphistes en manœuvres dans un village | huile sur toile                   |              |              | Paris, Musée de l'Armée                                                                                     |
| 1880 (Vers)                                                     | La baignade du régiment à Saint-Germain-en-Laye | huile sur toile                   | 66,5         | 130,5        | Paris, Musée de l'Armée                                                                                     |
| 1880 (Exposé au Salon des Aquarellistes de)                     | Scots Guards revenant de l'exercice |                                   |              |              | |
| 1880 (Exposé au Salon des Aquarellistes de)                     | Intérieur de la tour de Londres à l'heure de la parade |                                   |              |              | |
| 1880 (Exposé au Salon des Aquarellistes de)                     | Piper du 42e Highlanders |                                   |              |              | |
| 1880 (Exposé au Salon des Aquarellistes de)                     | Fifre du régiment Grenadier Guards |                                   |              |              | |
| 1880                                                            | Défilé de cavalerie aux grandes manœuvres | huile sur toile                   | 81,3         | 130,9        | |
| 1881 (Vers)                                                     | Diorama de la prise de Sfax |                                   |              |              | Musée municipal de Sedan                                                                                    |
| 1881 (Exposé au Salon de)                                       | La distribution des drapeaux | huile sur toile                   |              |              | Esquisse retravaillée vers 1885 visible au Musée de l'Armée à Paris                                         |
| 1883 (Exposé au Salon de Mulhouse de)                           | Gendarme à cheval |                                   |              |              | |
| 1883                                                            | Bonaparte en Italie, 1797 | huile sur toile                   | 51,4         | 65,4         | |
| 1884 (Exposé au Salon de)                                       | Le Soir de la bataille de Rezonville le 16 août 1870, avec grenadiers de la garde impériale au repos                                                                              | huile sur toile                   |              |              | Park Avenue Armory (New York)                                                                               |
| 1886 (Exposé au Salon de Mulhouse de)                           | Clairon d’infanterie de ligne |                                   |              |              | |
| 1886 (Exposé au Salon de Mulhouse de)                           | Inspection de la chambrée |                                   |              |              | |
| 1888 (Exposé au Salon de) et à l'Exposition Universelle de 1889 | Le Rêve | huile sur toile                   | 300          | 400          | Paris, Musée d'Orsay                                                                                        |
| 1889 (Exposé à l'Exposition Universelle de)                     | Cosaques de l'Ataman; garde impériale russe ou Le retour au campement des cosaques de l'Ataman, camp impérial de Krasnoïé-Selo                                                    | huile sur toile                   | 60           | 110          | Paris, Musée de l'Armée                                                                                     |
| 1889 (Exposé à l'Exposition Universelle de)                     | Bivac du bataillon des tirailleurs de la famille impériale | huile sur toile                   | 79           | 119          | Saint-Pétersbourg, Musée de l'Ermitage, sous le titre de Singer of the 4th Rifle Battalion at Tsarskoe Selo |
| 1889 (Exposé à l'Exposition Universelle de)                     | « Son ancien régiment » |                                   |              |              | |
| 1889 (Exposé à l'Exposition Universelle de)                     | La Revue |                                   |              |              | |
| 1889 (Exposé à l'Exposition Universelle de)                     | Officier du 5e régiment de hussards; 1806 |                                   |              |              | |
| 1890 (Vers)                                                     | Napoléon Bonaparte, membre de l'Institut sous la coupole | huile sur bois                    |              |              | Paris, Palais de l'Institut                                                                                 |
| 1890, (Exposé au Salon de)                                      | En Batterie | huile sur toile                   | 480          | 320          | Paris, Musée de l'Armée                                                                                     |
| 1891                                                            | « Vive L'Empereur! » ou Vive L'Empereur! Charge du quatrième hussards à la bataille de Friedland, 14 juin 1807                                                                    | huile sur toile                   | 376          | 445          | Sydney, Galerie d'art de Nouvelle-Galles du Sud                                                             |
| 1892 (Exposé au Salon de) et à l'Exposition Universelle de 1900 | Sortie de la garnison de Huningue, le 20 août 1815 | huile sur toile                   | 400          | 386          | Paris, Palais du Luxembourg, buvette du Sénat                                                               |
| 1892                                                            | Général de grosse cavalerie, 1809 ou Général du Premier Empire |                                   |              |              | Collection privée                                                                                           |
| 1893                                                            | À la frontière, 4e Dragons, 1806 ou Dragons devant un poteau frontière, fin 18e siècle                                                                                            | aquarelle avec rehauts de gouache | 59,5         | 74,5         | Paris, Musée de l'Armée                                                                                     |
| 1893                                                            | Haut les têtes ! La mitraille n'est pas de la merde ! le colonel Lepic à Eylau le 8 février 1807                                                                                  | huile sur toile                   | 115          | 90           | Chantilly, Musée Condé                                                                                      |
| 1893                                                            | Les éclaireurs; armée d'Angleterre, 1802 |                                   |              |              | |
| 1894, (Exposé au Salon de)                                      | Les victimes du devoir |                                   |              |              | Une esquisse est disponible au Musée de l'Armée à Paris                                                     |
| 1894                                                            | La victoire est à nous ! Soir d’Iéna, 1806 | huile sur toile, étude            | 80           | 130          | Paris, Musée de l'Armée                                                                                     |
| 1895 (Vers)                                                     | Le Factionnaire, grenadier à pied de la Garde Impériale | huile sur toile                   | 115          | 58           | Paris, Musée de l'Armée                                                                                     |
| 1895 (Vers)                                                     | Napoléon Ier et son état-major regardant défiler les grenadiers de la Garde impériale                                                                                             |                                   | 73,5         | 54           | Paris, Musée de l'Armée                                                                                     |
| 1895 (Exposé au Salon de)                                       | Leurs Altesses Royales le Prince de Galles et le Duc de Connaught |                                   |              |              | Collection privée                                                                                           |
| 1896 (Vers)                                                     | L'Empereur Nicolas II, l'Impératrice Alexandra Feodorovna et le Président de la République Française Félix Faure à la Revue Militaire à Châlons le 27 septembre 1896              | aquarelle                         | 95           | 148          | Saint-Pétersbourg, Musée de l'Ermitage                                                                      |
| 1896                                                            | Napoléon III au camp de Châlons, en 1857 | aquarelle                         | 77           | 61           | Une version plus petite et moins complète est conservée au Musée de l'Armée à Paris                         |
| 1897 (Exposé au Salon de) et à l'Exposition Universelle de 1900 | Les funérailles de Pasteur ou Funérailles nationales de Louis Pasteur célébrées à Notre-Dame de Paris, le 5 octobre 1895                                                          | huile sur toile                   | 95           | 150          | Château de Versailles                                                                                       |
| 1897                                                            | Aux avant-postes, 1796 | esquisse                          |              |              | |
| 1897                                                            | Commandants de cuirassiers, 1850 |                                   |              |              | |
| 1898 (Exposé au Salon de)                                       | Châlons ; 9 octobre 1896 ou La Revue de Châlons, 9 octobre 1896 | huile sur toile                   | 290          | 580          | Hôtel de ville de Châlons-en-Champagne                                                                      |
| 1898 (Exposé au Salon de)                                       | L’Étendard du 1er chasseurs d'Afrique | lithographie                      |              |              | |
| 1898                                                            | Prise d'un drapeau prussien par le 4e régiment de dragons, en 1806 | huile sur toile                   | 65,5         | 44,5         | Paris, Musée de l'Armée                                                                                     |
| 1899                                                            | Bonaparte et son état-major en Italie, 1796 | huile sur papier                  | 50           | 65,5         | Paris, Musée de l'Armée                                                                                     |
| 1899                                                            | Revue passée par Nicolas II | huile sur toile                   | 48           | 65           | Château de Versailles                                                                                       |
| 1900 (Vers)                                                     | Charge de cuirassiers en Russie, 1812 | aquarelle, esquisse               | 72           | 100          | Paris, Musée de l'Armée                                                                                     |
| 1900 (Exposé à l'Exposition Universelle de)                     | Le général Regnauld de Saint-Jean-d'Angély à l'armée des Alpes, 1849 |                                   |              |              | |
| 1900 (Exposé à l'Exposition Universelle de)                     | S. A. I. Nicolas Alexandrowitch, grand-duc, héritier, à la tête du régiment des hussards de la garde                                                                              |                                   |              |              | |
| 1901 (Exposé au Salon de)                                       | Le maréchal Masséna |                                   |              |              | |
| 1903                                                            | Renseignements à l'état-major, 1805 | huile sur toile                   | 44           | 65           | Paris, Musée de l'Armée                                                                                     |
| 1905 (Exposé au Salon de Mulhouse de)                           | Dragon en vedette, 1805 |                                   |              |              | |
| 1908 (Exposé au Salon de Mulhouse de)                           | Bonaparte en Italie | huile sur toile                   | 67           | 47,5         | Paris, Musée de l'Armée                                                                                     |
| 1908                                                            | Remise au Sénat (Palais du Luxembourg) de drapeaux conquis pendant la campagne de 1805                                                                                            |                                   | 600          | 460          | Collection initiale du Musée de l'Armée à Paris                                                             |
| 1910 (Exposé au Salon de)                                       | Service funèbre du général Damrémont, célébré le 18 octobre 1837, devant la brèche de Constantine, le lendemain de l'assaut                                                       | huile sur toile                   | 544          | 545          | Château de Vincennes, pavillon du roi                                                                       |
| 1910 (Exposé au Salon de)                                       | Rue du Petit-Pont, le 29 juillet 1830, le drapeau tricolore, apparaissant en haut des tours de Notre-Dame, annonce la fin de la lutte et la victoire des défenseurs de la Liberté |                                   |              |              | |
| 1911 (Vers)                                                     | Avant la charge, les carabiniers à Winkowo pendant la Campagne de Russie, 1812 | huile sur toile                   | 89           | 79           | Paris, Musée de l'Armée                                                                                     |
| 1912 (Exposé au Salon de)                                       | Le général Lasalle, tué à Wagram | huile sur toile                   | 180          | 160          | Paris, Musée de l'Armée                                                                                     |
| 1912 (Exposé au Salon de)                                       | Projets de tenue pour l'infanterie de ligne |                                   |              |              | |
| 1912                                                            | Le général d'Hautpoul, tué à Eylau le 7 février 1807 | huile sur toile                   | 124,5        | 116,8        | Collection privée                                                                                           |